# Sauveterre-Saint-Denis
Sauveterre-Saint-Denis település Franciaországban, Lot-et-Garonne megyében. Lakosainak száma 385 fő (2022. január 1.). Sauveterre-Saint-Denis Lafox, Boé, Caudecoste, Layrac és Saint-Jean-de-Thurac községekkel határos.

## Népesség
A település népessége az elmúlt években az alábbi módon változott:
| Lakosok száma | 441  | 396  | 425  | 445  | 438  | 425  | 387  | 387  | 382  | 385  |
|               | 1968 | 1982 | 1990 | 2006 | 2013 | 2015 | 2017 | 2019 | 2020 | 2022 |